# Arrondissement de Moûtiers
L'arrondissement de Moûtiers est une ancienne subdivision administrative française du département du Mont-Blanc, créée le 17 février 1800.
L'arrondissement de Moûtiers est aussi une ancienne subdivision administrative française du département de la Savoie créé en 1860. Il est supprimé le 10 septembre 1926. Les cantons sont intégrés à l'arrondissement d'Albertville.
La circonscription législative, qui est longtemps celle d'Antoine Borrel, est supprimée en même temps que l'arrondissement. Dès le renouvellement de 1928, elle est rattachée à celui d'Albertville-Ugine.

## Composition
Il comprenait les cantons de Beaufort, Bourg-Saint-Maurice, Conflans et Moûtiers (deux cantons, avec celui d'Aime).

## Sous-préfets
| Période           | Période           | Identité          | Fonction précédente                                               | Observation                                                                |
| ----------------- | ----------------- | ----------------- | ----------------------------------------------------------------- | -------------------------------------------------------------------------- |
|                   |                   |                   |                                                                   |                                                                            |
| 30 décembre 1877  | 25 mars 1879      | Lucien Tisserand  |                                                                   | Nommé sous-préfet de Neufchâteau                                           |
| 25 mars 1879      | 24 juillet 1883   | Charles Pauchard  |                                                                   | Nommé sous-préfet de Mostaganem en Algérie française                       |
| 24 juillet 1883   | 12 février 1890   | Paul Ducret       | Conseiller de préfecture du Jura                                  | Nommé sous-préfet d'Issoire                                                |
| 12 février 1890   | 25 février 1898   | Marius Baudard    | Chef de cabinet du préfet de la Savoie                            | Nommé sous-préfet de Dole                                                  |
| 25 février 1898   | 9 février 1900    | Jean Clément      | Conseiller de préfecture de la Creuse                             | Nommé sous-préfet de Pontarlier                                            |
| 9 février 1900    | 24 septembre 1900 | Pierre Monsservin | Sous-préfet de Châteaubriant                                      | Remplacé                                                                   |
| 24 septembre 1900 |                   | Aimé Chambellan   | Conseiller de préfecture de la Savoie                             | Mort en fonction                                                           |
| 14 novembre 1903  | 7 février 1905    | Ernest Mascle     |                                                                   | Nommé sous-préfet d'Albertville                                            |
| 7 février 1905    | 15 juillet 1914   | Jean Cursat       |                                                                   | Remplacé                                                                   |
| 1er août 1914     | 4 août 1914       | Léon Moine        | Sous-préfet de Neufchâtel                                         | Mobilisé pour la guerre                                                    |
| 8 novembre 1914   | 4 janvier 1916    | Ours Mariani      | Rédacteur à l'Administration centrale du ministère de l'Intérieur | Nommé sous-préfet de Thonon                                                |
| 18 mars 1916      | 5 janvier 1917    | Jean Dauban       | Conseiller de préfecture des Bouches-du-Rhône                     | Nommé secrétaire général de la préfecture de l'Allier                      |
| 5 janvier 1917    | 3 novembre 1917   | Émile Idoux       | Chef adjoint du cabinet du ministre de l'Instruction publique     | Nommé secrétaire général de la préfecture de Loir-et-Cher                  |
| 3 novembre 1917   | 22 mars 1919      | Armand Soulier    | Conseiller de préfecture de la Haute-Savoie                       | Nommé conseiller de préfecture de la Haute-Savoie                          |
| 22 mars 1919      | 27 septembre 1921 | Jean Germain      |                                                                   | Nommé sous-préfet de La Réole                                              |
| 27 septembre 1921 | 6 février 1923    | Pierre Le Baube   | Chef de cabinet du préfet de la Gironde                           | Nommé sous-préfet de Saint-Pol                                             |
| 2 mai 1923        | 2 décembre 1925   | Jean Giraud       | Attaché au cabinet du ministre de l'Intérieur                     | Nommé sous-préfet d'Uzès                                                   |
| 2 décembre 1925   | 22 septembre 1926 | Maurice Agulhon   | Chef de cabinet du préfet du Gard                                 | Rattaché à la préfecture de la Savoie à la fermeture de la sous-préfecture |